# Selección de balonmano de Serbia
La Selección de balonmano de Serbia es el equipo formado por jugadores de nacionalidad serbia que representa a la Federación Serbia de Balonmano en las competiciones internacionales organizadas por la Federación Internacional de Balonmano (IHF) o el Comité Olímpico Internacional (COI). Su mayor éxito hasta la fecha es el 8.º puesto alcanzado en el Mundial de Croacia de 2009.
Antes de 1991, Serbia pertenecía a Yugoslavia, para ver los resultados: Selección de balonmano de la República Federal Socialista de Yugoslavia.
Se incluyen los resultados obtenidos por Serbia y Montenegro.

## Selección

### Jugadores convocados para el Europeo 2012
| N.º | Nombre                | Edad | Partidos | Goles | Club                    |
| --- | --------------------- | ---- | -------- | ----- | ----------------------- |
| 1   | Dragan Marjanac (POR) | 26   | 42       | 1     | BSV Bern Muri           |
| 5   | Žarko Šešum           | 25   | 91       | 246   | Rhein-Neckar Löwen      |
| 6   | Marko Vujin           | 27   | 64       | 273   | Veszprém KC             |
| 7   | Ivan Nikčević         | 30   | 79       | 298   | Cuatro Rayas Valladolid |
| 9   | Nikola Manojlović     | 30   | 18       | 29    | RK Velenje              |
| 11  | Alem Toskić           | 29   | 108      | 231   | RK Celje                |
| 12  | Darko Stanić (POR)    | 33   | 59       | -     | RK Metalurg Skopje      |
| 13  | Momir Ilić            | 30   | 89       | 291   | THW Kiel                |
| 15  | Dobrivoje Marković    | 25   | 74       | 159   | RK Vardar Skopje        |
| 17  | Rajko Prodanović      | 25   | 72       | 165   | SC Pick Szeged          |
| 18  | Rastko Stojković      | 30   | 47       | 111   | Vive Targi Kielce       |
| 20  | Momir Rnić            | 24   | 44       | 77    | Frisch Auf Göppingen    |
| 21  | Miloš Kostadinović    | 23   | 1        | 0     | RK Partizan             |
| 22  | Bojan Beljanski       | 25   | 21       | 33    | HC Kriens               |
| 23  | Nenad Vučković        | 31   | 85       | 179   | MT Melsungen            |
| 25  | Dalibor Čutura        | 36   | 7        | 20    | Ademar León             |
| 26  | Ivan Stanković        | 29   | 30       | 58    | US Créteil              |
| 31  | Petar Nenadić         | 25   | 33       | 80    | Team Tvis Holstebro     |

- (Edad que tenían cuando participaron.)

## Historial

### Juegos Olímpicos
| Año   | Posición |
| ----- | -------- |
| 2000  | 4º       |
| 2012  | 9º       |
| Total | 2/18     |

### Campeonatos del Mundo
| Año   | Posición |
| ----- | -------- |
| 1997  | 9º       |
| 1999  |          |
| 2001  |          |
| 2003  | 8º       |
| 2005  | 5º       |
| 2009  | 8º       |
| 2011  | 10º      |
| 2013  | 10º      |
| 2019  | 18º      |
| 2023  | 11º      |
| Total | 10/28    |

### Campeonatos de Europa
| Año   | Posición |
| ----- | -------- |
| 1996  |          |
| 1998  | 5º       |
| 2002  | 10º      |
| 2004  | 8º       |
| 2006  | 9º       |
| 2010  | 13º      |
| 2012  |          |
| 2014  | 13º      |
| 2016  | 15º      |
| 2018  | 12º      |
| 2020  | 20º      |
| 2022  | 14º      |
| 2024  | 19º      |
| Total | 13/16    |